# Yohana Cobo
Yohana Cobo sinh ngày 12.1.1985 tại Madrid, là một nữ diễn viên điện ảnh và truyền hình Tây Ban Nha. Cô nổi tiếng trong vai con gái của Penélope Cruz ở phim Volver của Pedro Almodóvar.

## Danh mục phim & TV

### Phim
- 2006 - Arena en los bolsillos (hậu sản xuất)
- 2006 - Volver
- 2005 - Fin de curso
- 2004 - Seres queridos
- 2004 - El Séptimo día
- 2004 - Las Llaves de la independencia
- 2003 - La Vida mancha
- 2001 - Sin noticias de Dios
- 2000 - Aunque tú no lo sepas
- 1997 - Campeones

### Truyền hình
- El Comisario
  - La Casa de las meriendas (2005)
- Código fuego
  - Despedidas (2003)
- Hospital Central
  - Decisiones (2002) es Sonia
- Hermanas (1998-99)

## Giải thưởng
- Liên hoan phim Cannes - 2006
  - Giải cho nữ diễn viên xuất sắc nhất (Liên hoan phim Cannes) cùng với 5 diễn viên khác trong phim Volver của đạo diễn Pedro Almodóvar.